# رود آلما (اوکراین)
رود آلما (اوکراینی و روسی: Альма ،تاتاری کریمه: Alma) رودخانه کوچکی در شبه جزیره کریمه است که در نهایت به دریای سیاه می‌ریزد. دهانه این رود در میانه راه یفپاتوریا و سواستوپول واقع است.
آلما نامی تاتاری برای یک نوع سیب می‌باشد. در نزدیکی این رودخانه، در ۲۰ سپتامبر ۱۸۵۴، نیروهای مشترک بریتانیا، فرانسه و عثمانی طی نبرد آلما -در جنگ کریمه- با ارتش روسیه درگیر شدند.